# Wielańce (Zujkiszki)
Wielańce (lit. Vėlionys) – dawny zaścianek. Obecnie część Zujkiszek na Litwie, w okręgu uciańskim, w rejonie ignalińskim, w gminie Ignalino.

## Historia
W czasach zaborów zaścianek w gminie Zabłociszki, w powiecie święciańskim, w guberni wileńskiej Imperium Rosyjskiego. W 1905 roku liczył 22 mieszkańców, 80 dziesięcin, własność Andrzejewskiego.
W dwudziestoleciu międzywojennym zaścianek leżał w Polsce, w województwie wileńskim, w powiecie święciańskim, w gminie Daugieliszki.
W 1931 w 2 domach zamieszkiwało 9 osób.
Miejscowość należała do parafii rzymskokatolickiej w Połusze. Podlegała pod Sąd Grodzki w Święcianach i Okręgowy w Wilnie; właściwy urząd pocztowy mieścił się w Ignalinie.
Od 1990 roku na niepodległej Litwie.